# Kamani Hill
Kamani Helekunihi Hill (Berkeley, 28 december 1985) is een Amerikaans voetballer.

## Clubcarrière
In oktober 2006 vertrok Hill naar Duitsland voor en trainingsstage bij VfL Wolfsburg. In november tekende hij bij de Duitse club. Op 27 januari 2007 maakte hij zijn debuut bij het eerste team tegen Hertha BSC. Het grootste deel van zijn tijd bij Wolfsburg spendeerde hij echter in het tweede team. In november 2008 treende Hill mee met het Noorse FK Bodø/Glimt. Hij kreeg echter geen contract aangeboden. In april 2009 had hij een trainingsstage bij Vitória SC. Op 8 mei maakte de club bekend dat de Amerikaan had getekend.
Het contract van Hill bij Vitória werd op 2 juli 2010 ontbonden. Hij keerde hierna terug naar de Verenigde Staten om mee te trainen met San Jose Earthquakes. Op 28 maart 2012 tekende hij bij Major League Soccer club Colorado Rapids. Hill maakte op 1 april 2012 zijn debuut voor Colorado in een met 2-0 gewonnen wedstrijd tegen Chicago Fire, waarin hij in de 92e minuut het tweede doelpunt scoorde voor Colorado.

## Interlandcarrière
Hill kwam meerdere keren uit voor jeugdelftallen van de Verenigde Staten, onder andere op het Suwon-jeugdtoernooi in Zuid-Korea in 2005. Hij maakte zijn debuut voor het Amerikaanse nationale team in een vriendschappelijke interland tegen China op 3 juni 2007. In de 74e minuut was hij de vervanger van Sacha Kljestan.
| Interlands van Kamani Hill   | Interlands van Kamani Hill   | Interlands van Kamani Hill   | Interlands van Kamani Hill   | Interlands van Kamani Hill   | Interlands van Kamani Hill   | Interlands van Kamani Hill   |
| №                            | Datum                        | Wedstrijd                    | Uitslag                      | Soort wedstrijd              | Doelpunten                   | Assists                      |
| Als speler bij VfL Wolfsburg | Als speler bij VfL Wolfsburg | Als speler bij VfL Wolfsburg | Als speler bij VfL Wolfsburg | Als speler bij VfL Wolfsburg | Als speler bij VfL Wolfsburg | Als speler bij VfL Wolfsburg |
| ---------------------------- | ---------------------------- | ---------------------------- | ---------------------------- | ---------------------------- | ---------------------------- | ---------------------------- |
| 1.                           | 3 juni 2007                  | Verenigde Staten – China     | 4 – 1                        | Vriendschappelijk            | 0                            | 0                            |
| 2.                           | 22 augustus 2007             | Zweden – Verenigde Staten    | 1 – 0                        | Vriendschappelijk            | 0                            | 0                            |

Bijgewerkt t/m 31 juli 2013

## Erelijst
VfL Wolfsburg
- Bundesliga

2009